# Anthospermum emirnense
Anthospermum emirnense là một loài thực vật có hoa trong họ Thiến thảo. Loài này được Baker mô tả khoa học đầu tiên năm 1882.